# Trần Mộ Hoa
Trần Mộ Hoa (21 tháng 6 năm 1921 – 12 tháng 5 năm 2011) là chính khách và nhà cách mạng Đảng Cộng sản Trung Quốc. Bà từng giữ chức Phó Thủ tướng Quốc vụ viện, Ủy viên Quốc vụ, Bộ trưởng Bộ Kinh tế Thương mại Đối ngoại, Chủ nhiệm Ủy ban Kế hoạch hóa gia đình quốc gia, Thống đốc Ngân hàng Nhân dân Trung Quốc và Chủ tịch Hội Liên hiệp Phụ nữ Toàn quốc Trung Hoa. Bà cũng là Ủy viên dự khuyết Bộ Chính trị Đảng Cộng sản Trung Quốc khóa XII (1982–1987).